# Kimora Lee Simmons

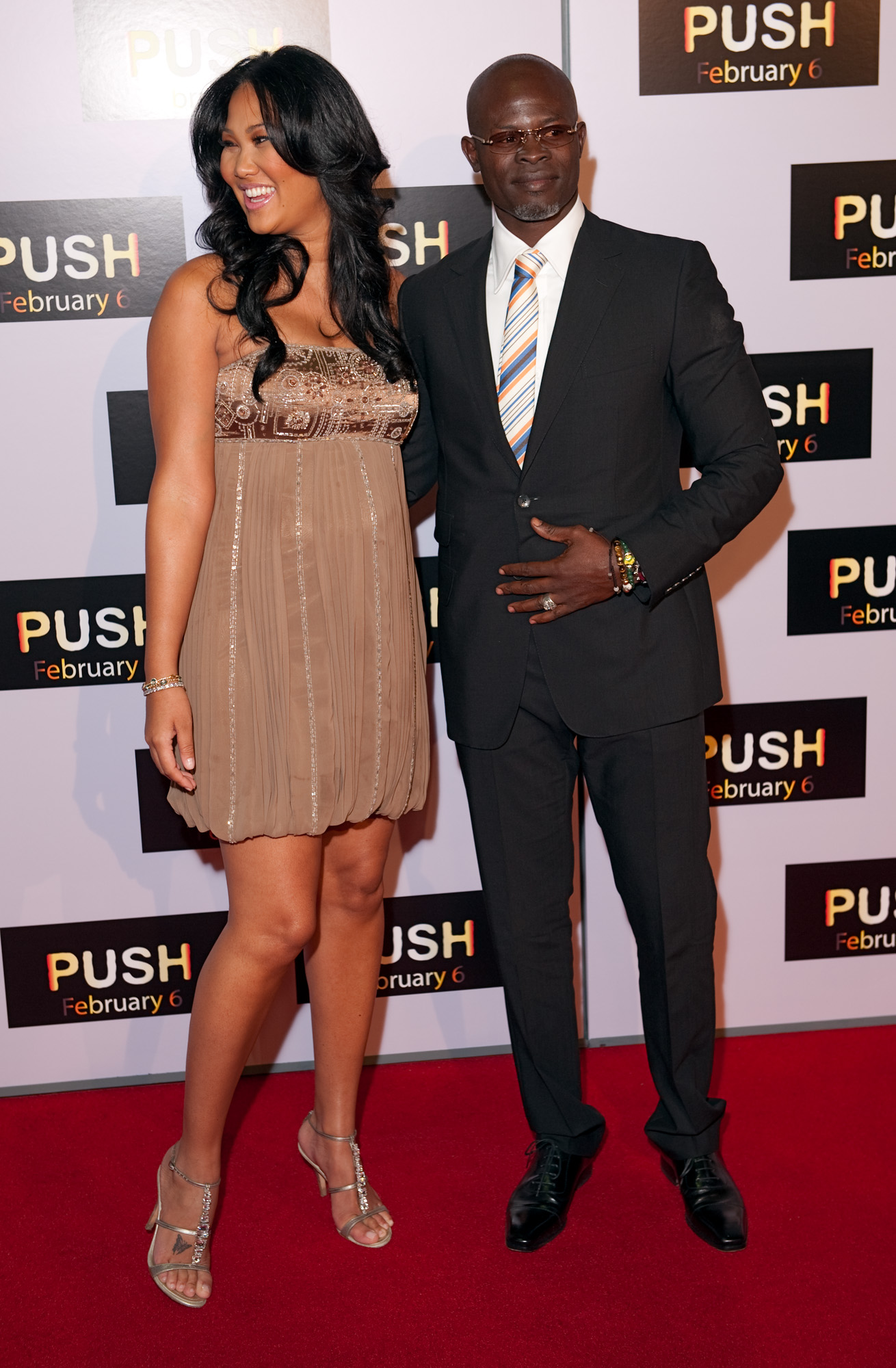
Kimora Lee Simmons junto a Djimon Hounsou.

Kimora Lee Simmons (nacida como Kimora Lee Perkins el 4 de mayo de 1975) es una modelo, escritora y presidente y directora creativa de su empresa Phat. Simmons llegó a ser directora general de Phat Fashions después de su exmarido, el músico Russell Simmons.
En 2007, se estrenó el programa de telerrealidad Kimora: Life in the Fab Lane, el cual se centra en su vida como madre y presidenta de Phat Fashions. Ella ha aparecido en videos musicales y fue juez en la primera temporada del reality show America's Next Top Model.

## Biografía
Simmons nació en San Luis, Misuri, y es de ascendencia asiática y africana. Su madre es Joanne Perkins (fue adoptada por un militar estadounidense durante la guerra de Corea y rebautizada como Joanne Perkins), actualmente conocida por el nombre japonés "Kyoko" Kimora. Su padre es el afroamericano Vernon Whitlock Jr., quien trabajó previamente como Marshal Federal, como Administrador de la Seguridad Social, y posteriormente como barbero en St. Louis.
Crecer en el suburbio norte de San Luis de Florissant, Misuri, provocó que Simmons fuera el blanco de los agresores y las burlas en el patio de la escuela, debido a su altura y su ascendencia asiática. En el momento en que tenía 10 años de edad, era de 5 pies 10 pulgadas de alto. No hubo influencia asiática o de la población en su comunidad. Tenía dificultades para socializar con los estudiantes en su escuela. La madre de Simmons inscribió a su hija en una clase de modelaje cuando tenía once años de edad. A los doce media 1,80. Un año más tarde, a la edad de trece años, fue descubierta por Marie-Christine Kollock (una representante de París Agencia Glamour) en una búsqueda de modelos en St. Luis (organizada por Kay Mitchell) y enviada a París. Simmons fue galardonada con un contrato como modelo exclusiva con Chanel y justo después de su cumpleaños número 13, trabajaba bajo la tutela del famoso diseñador de Chanel, Karl Lagerfeld.
Rápidamente captó la atención en el mundo de la moda cuando Lagerfeld cerró el desfile de alta costura con Simmons, que se pavoneaba por la pista engalanada como una novia. "Todo lo que la gente pensaba que era raro de mí antes", dijo Simmons a personas por semana, "era bueno". A la edad de 14 años, su estatura había crecido a una altura de seis pies. Su estatura definida es de 1,83
Simmons se graduó en la secundaria Luterana del Norte en San Luis, Misuri, que ella ha visitado recientemente para una conferencia. Sus hijas aparentemente se graduarán ahí.
- Datos: Q1339382
- Multimedia: Kimora Lee Simmons / Q1339382